# 藤原河主
藤原 河主（ふじわら の かわぬし）は、平安時代初期の貴族。藤原南家、参議・藤原巨勢麻呂の子。官位は正五位下・豊前守。

## 経歴
桓武朝にて従五位下に叙爵後、延暦18年（799年）豊前守に任ぜられる。嵯峨朝の弘仁14年（823年）20年以上ぶりに昇叙され従五位上となり、淳和朝の天長6年（829年）には正五位下に至る。

## 官歴
『六国史』による。
- 時期不詳：従五位下
- 延暦18年（799年）正月29日：豊前守
- 弘仁14年（823年）正月7日：従五位上
- 天長6年（829年）正月7日：正五位下

## 系譜
『尊卑分脈』による。
- 父：藤原巨勢麻呂
- 母：丹墀氏
- 生母不詳の子女
  - 男子：藤原新縄
  - 男子：藤原藤依